# Rooney (rivière)
Pour les articles homonymes, voir Rooney.
La rivière Rooney  (en anglais : Rooney River) est un cours d’eau coulant au sud de la région du Fiordland dans l’Île du Sud de la Nouvelle-Zélande.

## Géographie
Elle prend naissance dans les Montagnes du Kaherekoau et s’écoule vers le sud dans le lac Hauroko .